# Victoria (gemeente in Newfoundland en Labrador)
Victoria is een gemeente (town) in de Canadese provincie Newfoundland en Labrador.

## Geschiedenis
In 1971 werd het dorp Victoria een gemeente.

## Geografie
Victoria ligt op het schiereiland Bay de Verde, in het zuidoosten van het eiland Newfoundland. De plaats ligt op 1 km van de oevers van de Conception Bay. De gemeente grenst in het zuiden aan Freshwater en in het oosten aan Salmon Cove. Ten noorden en westen ervan ligt gemeentevrij gebied.

## Demografie
In 1986 had piekte het inwoneraantal van Victoria op 1.895 inwoners. Sindsdien is de gemeente demografisch gezien vrij stabiel, zij het met een licht dalende trend. In 2021 woonden er nog 1.658 mensen. Dat komt neer op een daling van 237 inwoners (-12,5%) in 35 jaar tijd.
| Demografische ontwikkeling van Victoria tussen 1951 en 2021 |
| ----------------------------------------------------------- |
|                                                             |
| Bron: 1951–1986, 1991–1996, 2001–2006, 2011–2016, 2021      |

### Taal
In 2021 hadden vrijwel alle inwoners van Victoria het Engels als moedertaal en was iedereen er die taal machtig. Hoewel slechts vijf mensen (0,3%) het Frans als moedertaal hadden, waren er 30 mensen die die andere Canadese landstaal konden spreken (1,8%).